# Lycaeides violaceus
Lycaeides violaceus är en fjärilsart som beskrevs av Rudolf Rangnow 1935. Lycaeides violaceus ingår i släktet Lycaeides och familjen juvelvingar. Inga underarter finns listade i Catalogue of Life.